# 古都憂愁 姉いもうと
『古都憂愁 姉いもうと』（ことゆうしゅうあねいもうと）は、1967年4月15日に大映が配給した、三隅研次監督による映画作品。藤村志保単独での初主演作品、原作は川口松太郎の『古都憂愁』。女料理人である、きよ子とその姉妹を描いた作品である。

## 配役
- 藤村志保 : きよ子
- 八千草薫 : 志麻
- 若柳菊 : ひさ子
- 伊藤栄子 : お梅
- 長谷川明男 : 田村明男
- 河内桃子 : エトワールのママ
- 菊野昌代士 : とと市の年寄
- 谷口和子 : 女中
- 三木本賀代 : 女中
- 大杉育美 : ホステス
- 和歌浦糸子 : おばはん
- 玉置一恵[5]
- 原聖四郎[5]
- 南條新太郎[5]
- 香山恵子[5]
- 戸村昌子[5]
- 水原浩一[5]
- 花布辰男[5]
- 毛利郁子[5]
- 伊達三郎[5]
- 小松みどり : 祇王寺の老婆
- 南部彰三 : 田村豊山
- 藤岡琢也 : 市太郎
- 船越英二 : 結城信吉

## スタッフ
- 監督 : 三隅研次
- 企画 : 財前定生
- 原作 : 川口松太郎
- 撮影 : 武田千吉郎
- 美術 : 内藤昭
- 音楽 : 鏑木創
- 編集 : 菅沼完二
- 脚本 : 依田義賢

## 併映作品
- 『妻二人』: 増村保造監督

## 関連項
- 『古都憂愁』(1970年、NHK) 同原作のドラマ